# Carex gibbsiae
Carex gibbsiae är en halvgräsart som beskrevs av Alfred Barton Rendle. Carex gibbsiae ingår i släktet starrar, och familjen halvgräs.
Artens utbredningsområde är Fiji. Inga underarter finns listade i Catalogue of Life.